# The Mix
The Mix är ett musikalbum av Kraftwerk, utgivet 1991. Det innehåller remixade versioner av elva av gruppens mest kända låtar.

## Låtförteckning
| 1. Die Roboter 2. Computerliebe 3. Taschenrechner 4. Dentaku 5. Autobahn 6. Radioaktivität 7. Trans Europa Express 8. Abzug 9. Metall auf Metall 10. Heimcomputer 11. Musik Non-Stop | 1. The Robots 2. Computer Love 3. Pocket Calculator 4. Dentaku 5. Autobahn 6. Radio-Activity 7. Trans-Europe Express 8. Abzug 9. Metal on Metal 10. Home Computer 11. Musique Non-Stop |